# Unió de l'Esport Badaloní
La Unió de l'Esport Badaloní fou un club de futbol català de la ciutat de Badalona, Barcelonès.

## Història
El club va ser fundat l'any 1989 per treballadors de l'empresa de transports TUBSAL amb el nom de FC TUBSAL, jugant inicialment a una lliga amateur d'empreses. Tres anys més tard, el 1992, adoptà el nom d'Unió de l'Esport Badaloní i feu el salt a la Tercera Territorial catalana on hi jugà dues temporades per, a partir d'aquí, començar una escalada de cinc ascensos consecutius fins a arribar a la Tercera Divisió espanyola, on s'hi mantingué sis temporades, destacant una tercera i una cinquena posició i jugant la promoció d'ascens a Segona B la temporada 96-97.
L'entrenador que portà aquests èxits fou Fermín Casquete, artífex l'any 2002 de la fusió amb el Club de Futbol Badalona, del qual n'esdevingué president. La nova entitat conservà el nom d'aquest darrer, els colors blau amb escapolat blanc del Badalona i detalls grocs de la Unió, i la plaça del Badaloní a Tercera Divisió.
Els colors del Badaloní eren samarreta groga i pantalons blaus. El club no disposava de camp propi. Les diferents temporades jugà a diversos terrenys de joc, entre ells el Municipal de la Morera Cros, La Verneda de Barcelona, el Municipal de Bufalà, o el Municipal de Badalona.

## Palmarès
- 1 Torneig d'Històrics (1999) guanyant la final (1-0) davant el CF Badalona.

## Temporades
- 1992-1993: 2a Territorial 1r[2]
- 1993-1994: 1a Territorial 2n[3]
- 1994-1995: T. Preferent 1r[4]
- 1995-1996: 1a Catalana 1r[5]
- 1996-1997: 3a Divisió 3r
- 1997-1998: 3a Divisió 6è
- 1998-1999: 3a Divisió 6è
- 1999-2000: 3a Divisió 8è
- 2000-2001: 3a Divisió 12è
- 2001-2002: 3a Divisió 5è